# Sonata para piano 1.X.1905

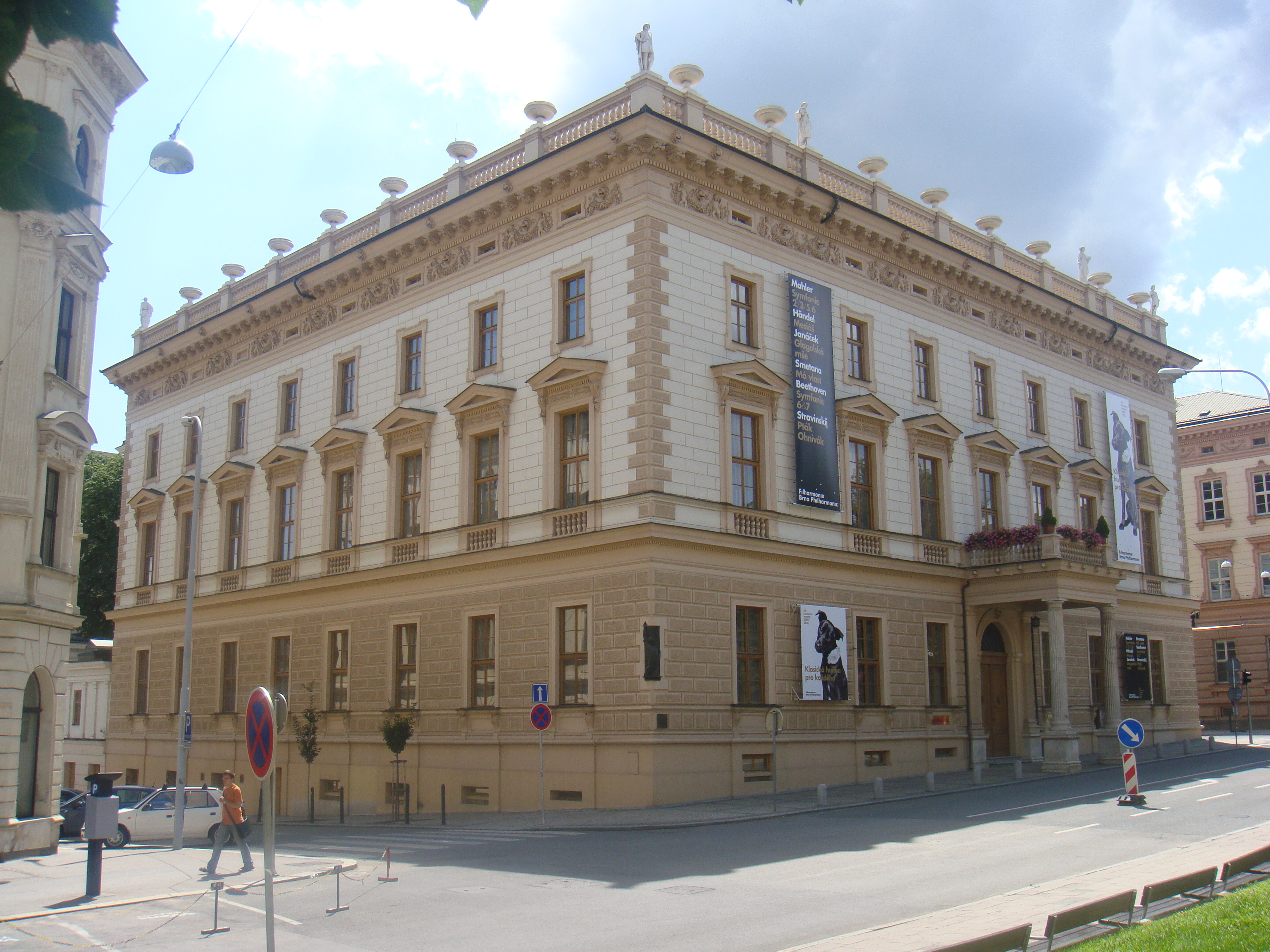
Centro cultural Besední dům, donde ocurrió el asesinato de František Pavlík durante las protestas de la Universidad de Brno.

La Sonata para piano 1.X.1905, también conocida como 1.X.1905 es una sonata para piano en mi bemol menor de dos movimientos, aunque originalmente tenía tres, compuesta por Leoš Janáček en 1905. También es conocida como From the Street «Desde la calle».

## Historia
Janáček pretendía que su composición fuera un homenaje a un joven carpintero llamado František Pavlík (1885–1905), quien, en la fecha indicada en el título fue asesinado durante las protestas de la Universidad de Brno.
En la obra, Janáček expresa su desaprobación hacia la violenta muerte del joven carpintero; la sonata se comenzó a escribir inmediatamente ocurridos los hechos y se terminó en enero de 1906. Su estreno fue el 27 de enero de 1906 en el «Club de los amigos de las artes» en Brno con Ludmila Tučková en el piano.
Janáček también escribió un tercer  movimiento que se trataba de una marcha fúnebre que fue eliminada antes del estreno por no estar en concordancia con los otros dos movimientos, el manuscrito fue lanzado al río Vltava.  El compositor comentó, con pesadumbre, su acción impulsiva, dijo que "flotaba a lo largo del río ese día, como cisnes blancos".
La composición estuvo perdida hasta 1924, año del cumpleaños número 70 de Janáček, cuando Tučková anunció que ella tenía una copia. El reestreno ocurrió el 23 de noviembre de 1924 en Praga. Janáček acompañó el trabajo con la siguiente inscripción:

«El mármol blanco de los pasos de Besední dům En la Wikipedia en Checo en Brno. El trabajador común František Pavlík cayó teñido de sangre, él vino a ser un campeón de la escuela superior y fue muerto por asesinos crueles.»

La primera edición impresa autorizada fue lanzada en 1924 bajo el título  «Hudební matice» en Praga.
El compositor neerlandés Theo Verbey hizo una versión orquestada que se estrenó el 9 de mayo de 2008 en Utrecht, Países Bajos, con la orquesta Radio Filharmonisch Orkest conducida por  Claus Peter Flor.

## Estructura
Los dos movimientos de esta sonata son:
- Předtucha «Presentimiento» – Con moto
- Smrt «Muerte» – Adagio

## Grabaciones
- Leoš Janáček: Piano Works. Supraphon 1972. SU 3812-2 (Josef Páleníček)
- Leoš Janáček: Piano Works. Deutsche Grammophon 1972. 429 857–2 (Rudolf Firkušný)
- Leoš Janáček: Complete Piano Works. ArcoDiva. UP 0071–2132 (Jan Jiraský)
- Leoš Janáček: Piano Music Volume 1. Naxos (1996) N 8.553586 (Thomas Hlawatsch)
- Leoš Janáček: Sonata 1. X., In the Mist, On an Overgrown Path. Nonesuch (1983) 79041 (Ivan Moravec)